# Cantó de Capesterre-Belle-Eau-1
El cantó de Capesterre-Belle-Eau-1 és una divisió administrativa francesa situat al departament de Guadalupe a la regió de Guadalupe.

## Composició
El cantó comprèn una fracció de la comuna de Capesterre-Belle-Eau.

## Administració
| Període                                  | Identitat    | Partit        | Qualitat |
| ---------------------------------------- | ------------ | ------------- | -------- |
| 2004-2014                                | Alain Lacavé | Divers gauche |          |
| Les dades anteriors no són pas conegudes |              |               |          |